# Pentathlon moderno ai Giochi della XXI Olimpiade

## Medagliere
| Posizione | Paese            | Oro | Argento | Bronzo | Totale |
| --------- | ---------------- | --- | ------- | ------ | ------ |
| 1         | Regno Unito      | 1   | 0       | 0      | 1      |
| 1         | Polonia          | 1   | 0       | 0      | 2      |
| 3         | Cecoslovacchia   | 0   | 1       | 1      | 2      |
| 4         | Unione Sovietica | 0   | 1       | 0      | 1      |
| 5         | Ungheria         | 0   | 0       | 1      | 1      |
| Totale    | Totale           | 2   | 2       | 2      | 6      |

## Podi
| Evento                               | Oro                                                     | Perform. | Argento                                               | Perform. | Bronzo                                                   | Perform. |
| Gara individuale maschile (dettagli) | Janusz Pyciak-Peciak                                    | 5520     | Pavel Lednëv                                          | 5485     | Jan Bártů                                                | 5466     |
| Gara a squadre maschile (dettagli)   | Regno Unito Adrian Parker Robert Nightingale Jeremy Fox | 15559    | Cecoslovacchia Jan Bártů Bohumil Starnovský Jiří Adam | 15451    | Ungheria Tamás Kancsal Tibor Maracskó Szvetiszláv Sasics | 15395    |